# Coelioxys elongata
Coelioxys elongata ist eine Kuckucksbiene aus der Gattung der Kegelbienen, Familie der Megachilidae. Sie wird verschiedentlich auch Langschwanz-Kegelbiene genannt.

## Merkmale
Die Bienen erreichen eine Körperlänge von etwa 11 bis 13 Millimetern, die Männchen sind etwas kleiner als die Weibchen. Sie können nur mit Fachliteratur und Lupe sicher bestimmt werden.
Kopf und Thorax sind grau bis braun behaart. Der Hinterleib der Weibchen ist dunkel und trägt am Ende eines jeden Tergits eine weiße Binde, die in der Mitte schmaler ist als an den Seiten. Die Binde am ersten Tergit ist in der Mitte unterbrochen. Die Männchen besitzen am Vorderbein einen Dorn an der Coxa und am Hinterleibsende 6 dornartige Fortsätze. Am zweiten Tergit seitlich ist eine kleine Grube.

## Vorkommen
Coelioxys elongata ist in weiten Teilen der Paläarktis verbreitet. Sie kommt von Portugal über Europa, Russland, Zentralasien und Sibirien bis in den Fernen Osten vor. Nordwärts ist sie bis Irland, Schottland und Südskandinavien verbreitet, südwärts bis Sizilien und Albanien. Sie kommt auch in Nordafrika von Marokko bis Tunesien vor.
In Deutschland, Österreich und der Schweiz ist die Biene aus allen Regionen gemeldet, aber selten.
Die Biene ist an Waldsäumen, Magerrasen und Hecken zu finden, sie kommt in extensiv genutzten Grünland, Sand-, Kies- und Lehmgruben vor.

## Lebensweise
Die Bienen fliegen in Deutschland in einer Generation von Mitte Juni bis Ende September. Als Nestparasiten sammeln die Weibchen keinen Pollen, sie besuchen (ebenso wie die Männchen) ganz unterschiedliche Blüten zum Nektarsammeln. Die Weibchen legen ihre Eier in Nester von verschiedenen Arten von Megachile, insbesondere Megachile leachella und Megachile circumcincta, wo sie sich entwickeln.